# Simeon Rice
Simeon Rice (Chicago, 24 febbraio 1974) è un ex giocatore di football americano statunitense che ha giocato nel ruolo di defensive end per dodici stagioni nella National Football League (NFL). Fu scelto come terzo assoluto nel Draft NFL 1996 dagli Arizona Cardinals. Al college ha giocato a football all’Università dell'Illinois.

## Carriera professionistica

### Arizona Cardinals
Rice fu scelto come terzo assoluto nel Draft 1996 dagli Arizona Cardinals. Nella sua stagione da rookie mise a segno 12,5 sack vincendo il premio di miglior difensore rookie dell'anno, coi Cardinals che raggiunsero i playoff.
Simeon rimase in Arizona per cinque stagioni, con un primato in carriera di 16,5 sack nella stagione 1999.

### Tampa Bay Buccaneers
Rice firmò coi Tampa Bay in qualità di free agent prima della stagione 2001. Coi Bucs vinse il Super Bowl XXXVII nel 2002, venendo superato Dexter Jackson per il premio di MVP solo grazie ai voti dei fan via internet. Nelle sue prime cinque stagioni ai Buccaneers, Rice andò sempre in doppia cifra coi sack, con un massimo di 15,5 nella stagione 2002. A metà della stagione 2006 fu inserito in lista riserve a causa di un problema alla spalla, venendo svincolato da Tampa Bay a fine stagione.

### Denver Broncos
Il 3 settembre 2007, Rice firmò coi Denver Broncos un contratto annuale ma fu svincolato dopo aver disputato solo 6 partite.

### Indianapolis Colts
Il 9 novembre 2007, Rice firmò con gli Indianapolis Colts, il giorno dopo che Dwight Freeney aveva sofferto un infortunio che l'avrebbe tenuto fuori per tutto il resto della stagione. Rice giocò due gare con Indianapolis prima di essere svincolato il 27 novembre, dopo aver messo a segno un tackle e un sack coi Colts.
Rice lasciò la NFL come leader tra i giocatori attivi nei sack con 122, che lo pongono al tredicesimo posto di tutti i tempi. Rice fu inoltre il secondo giocatore più veloce della storia a raggiungere quota cento sack dopo la leggenda Reggie White.

### New York Sentinels
Dopo essere rimasto fermo per tutta la stagione 2008, Rice firmò coi New York Sentinels della United Football League il 27 agosto 2009. Con la squadra disputò una sola stagione mettendo a segno 5,5 tackle e un sack.

## Palmarès

### Franchigia
- Super Bowl : 1

Tampa Bay Buccaneers: XXXVII
- National Football Conference Championship: 1

Tampa Bay Buccaneers: 2002

### Individuale
- (3) Pro Bowl (1999, 2002, 2003)
- (4) All-Pro (1996, 1999, 2002, 2003)
- Miglior difensore rookie dell'anno (1996)
- PFWA All-Rookie Team - 1996
- Leader della NFL in fumble forzati (2003)
- Club dei 100 sack

## Statistiche
| Partite totali    | 174   |
| Tackle totali     | 475   |
| Sack fatti        | 122,0 |
| Fumble forzati    | 25    |
| Fumble recuperati | 8     |